# ورنيش الفلورايد
ورنيش الفلورايد هو شكل من أشكال الفلورايد عالي التركيز الذي يوضع على سطح الأسنان مِن قِبَل طبيب الأسنان، اختصاصي حفظ صحة الأسنان، أو أي مهنيّ في الرعاية الصحية، كنوع من أنواع علاج الفلورايد الموضعي. هو ليس ورنيش دائم ولكن بسبب طبيعته الملتصقة هو قابل لأن يبقى على تماس مع سطح الأسنان لعدة ساعات. يمكن أن يوضع على الميناء، عاج أو مِلاط الأسنان من أجل المساعدة في منع نَخر الأسنان، إعادة تمعدن سطح السن ومعالجة زيادة حساسية العاج. اليوم هناك أكثر من 30 نوع لمنتجات الورنيش المحتوية على الفلورايد في السوق، وهي تحتوي على تراكيب متعددة. هذه الاختلافات التركيبية تؤدي إلى حرائك دوائية متعددة على نحو واسع، آثارها لا زالت غير مختبرة سريرياً إلى حد كبير.
ورنيشات الفلوريد جديدة نسبياً في الولايات المتحدة الأمريكية، ولكن تم استخدامها بشكل كبير في أوروبا الغربية، كندا، والدول الاسكندانافية منذ الثمانينيات كعلاج وقائي لنخر الأسنان. تم الاعتراف بها من قِبَل إدارة الغذاء والدواء (إدارة الغذاء والدواء) كعوامل مزيلة للتحسس، لكن، حالياً، لا تعتبر عوامل لمنع نخر الأسنان. كِلتا الدراستين الكندية والأوروبية أقرَّتا أن ورنيش الفلورايد له نفس فعالية وضع هلام الفلورايد على نحو محترف; غير أنَّها ليست منتشرة بشكل واسع لهذا الغَرَض.
ورنيش الفلورايد يتكون من فلورايد عالي التركيز كملح أو محلول ملحي في محلول سريع التجفيف أساسه الكحول والراتين.

التركيز، تركيب الفلورايد، وطريقة الصرف قد تختلف اعتماداً على الشركة المصنِّعة. في حين أن معظم ورنيشات الفلورايد تحتوي على نسبة 5٪ من فلورايد الصوديوم، شركة ورنيش فلورايد تجارية واحدة على الأقل تحتوي على نسبة 1٪ من ثنائي فلوروسيلان أساسه بولي يوريثان.

## طريقة الاستخدام/الوضع
- على الرغم من أنه ليس من الضروري القيام بوقاية مهنية قبل وضع ورنيش الفلورايد، يستحب أن تُنظّف الأسنان بفرشاة الأسنان.
- المسح بشاش قطني كافٍ في حالات عدم تواجد لويحات أو بقايا بكثرة.
- الأسنان يجب أن تجفف قليلاً بالهواء أو بشاش قطني.
- الورنيش سوف يلتصق حتى إذا كانت الأسنان رطبة.
- اعزل الاسنان (مثلاً بشاش قطني) لمنع إعادة التلوث باللعاب.
- كمية قليلة من الورنيش (مثلاً 0.5 مل) توزّع.

كامل الأسنان قد تعالج بكمية قليلة مثل 0.3 - .06 مل.
- بعض الشركات المصنعة تقدِّم أنظمة جرعات فردية تأتي بالورنيش الخاص بهم معبأ جيداً.
- تستخدم بعد ذلك فرشاة صغيرة أو مِطباق لوضع الورنيش.
- الورنيش سيثبت متلامساً بالسن الرطب قليلاً.
- المريض يُرشَد بتفادي تفريش الأسنان لكامل اليوم. إجراءات تنظيف الفم يمكن أن تبدأ مرةً أخرى باليوم اللاحق.[5][9]
- كنتيجة للوقت المحتاج لإعادة تحميل الفرشاة/المطباق المستمرة، اقترح هدجسون (2005) طريقة بديلة باستخدام مِحقن بلاستيك ذو 5 مل. هذه الطريقة تكون أكثر فعالية لوضع الورنيش وتستخدم خصوصاً عندما تكون السرعة مهمة، مثل التعامل مع طفل مريض صعب المزاج.[9]
- حتى يكون العلاج فعّالاً في منع نخر الأسنان يجب إعادة وضع الورنيش مرتين سنوياً على الأقل.

## التوصيات السريرية
فريق من الخبراء مُنعقد مِن قِبَل الجمعية الأمريكية لأطِبّاء الأسنان يقدمون توصيات سريرية مبنية على أدلة حسب طريقة الوضع، قوة الوصفة الطبية والاستعمال المنزلي لمواد الفلورايد الموضعية لمنع تسوس الأسنان. الفريق يوصي باستخدام نسبة 2.26% من ورنيش الفلورايد للأشخاص المعرضين للإصابة بتسوس الأسنان. كجزء من نهج الرعاية المبني على دليل، فإن هذه التوصيات السريرية يجب أن تتفق مع الحكم المهني للطبيب واحتياجات المريض وميوله.

## أنواع الورنيش
الورنيشات المستخدمة بشكل اعتيادي تشمل ورنيش MI، كلينبرو الأبيض، وايناميل برو. منتجات الورنيش المختلفه تطلق كميات متفاوتة من الكالسيوم، الفوسفات اللاعضوي وأيونات الفلورايد. ورنيش MI يطلق أغلب كمية أيونات الكالسيوم والفلورايد. ورنيش ايناميل برو يطلق أكبر كمية من أيونات الفوسفات اللاعضوي. كل نوع من أنواع ورنيشات الفلورايد يستخدم في حالات معينة.

## الفعّالية من حيث التكلفة
العلاج بورنيش الفلورايد له نتائج أفضل في منع النخور بتكلفة أقل مقارنةً بعلاجات أخرى بالفلورايد مثل غسول فم الفلورايد.
للعلاج بورنيش الفلورايد، نسبة الاستفادة للتكلفة 1:8:1، بينما لغسول فم الفلورايد 0.9:1. مع علاجات ورنيش الفلورايد، يمكن للشخص أن يوَفِّر من خلال عدم احتياجه لحشوات سنيّة في المستقبل. ورنيش الفلورايد يحتاج أيضاًعلاجات أقل للحصول على فعّالية قابلة للقياس، لذلك هو فعّال من حيث التكلفة على المدى البعيد.

## المميزات والمساوئ
المميزات
- ورنيش الفلورايد متوافر بنكهات مختلفة وذلك يجعله مفيداً عند التعامل مع المرضى الأصغر سناً.
- ليس للورنيش طعم مر كالذي يوجد في بعض جل الفلورايد، ولكن عند بعض المرضى طعم الورنيش قد يسبب غثيان خاصةً عند استهلاك الطعام بعد 24 ساعة من العلاج.
- يوضع بسرعة وبسهولة.
- يجف بسرعة ويثبت حتى مع تواجد اللعاب.
- مناسب للاستخدام من قبل المرضى الذين يعانون من مُنعَكس التهوُّع لأنه لا يحتاج استخدام طابع الفلورايد. (انظرالصورة على اليمين)

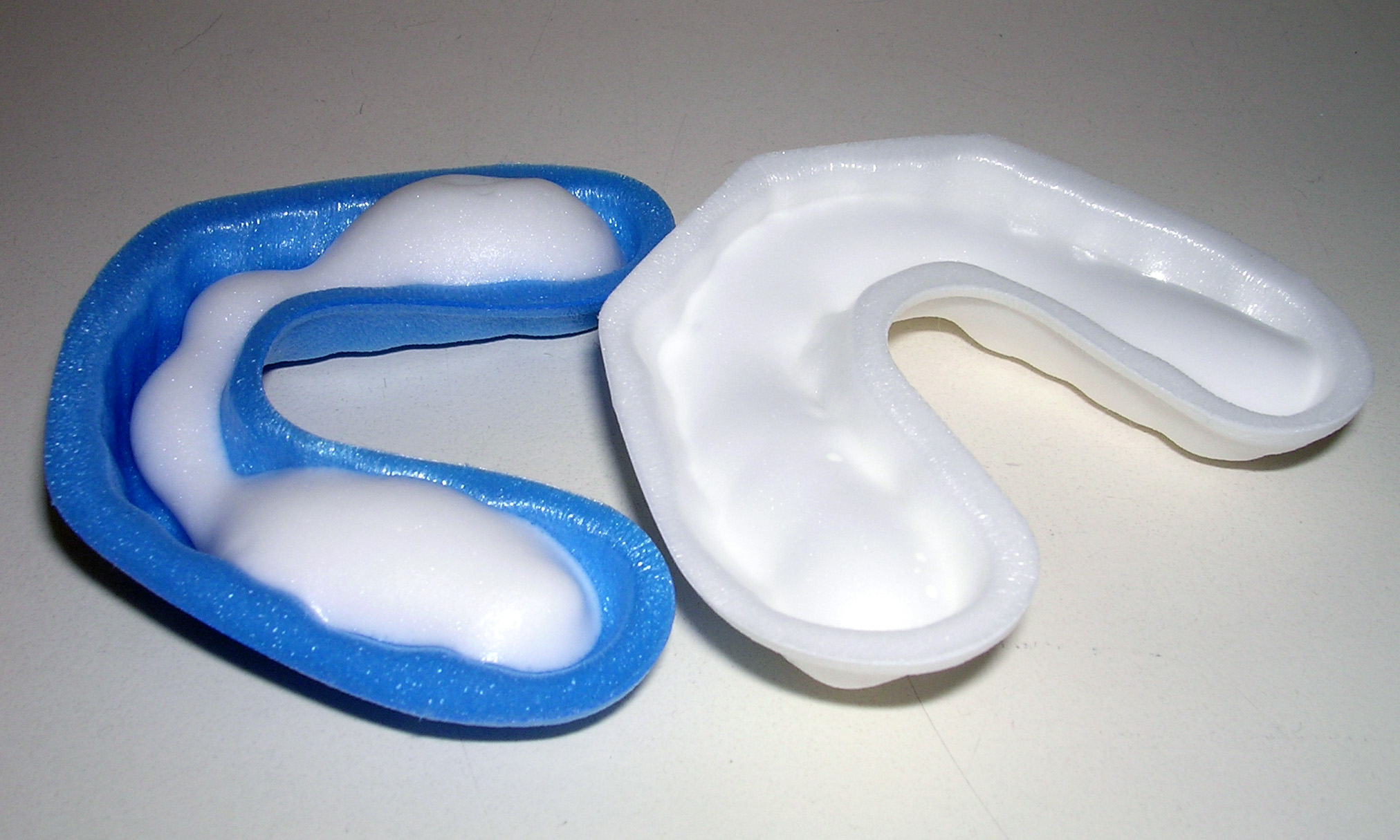
أطباق فلورايد مليئة برغوة الفلورايد

- بسبب الكميات القليلة المستخدمة والسرعة في اتخاذ الوضعية هنالك كمية قليلة وجديرة بالإهمال من الفلورايد يتم ابتلاعها.
- وضعه يحتاج معدات قليلة جداً ولذلك يمكن وضعه في أي مكان في حال عدم توافر غرفة عمليات أسنان.[13]
- له كثافة دبقة وذلك يساعد على الالتصاق بسطح السن وبالتالي مساعدة الفلورايد على البقاء على اتصال لعدة ساعات.[1]
- بناءاً على نتائج منشورة، ورنيش الفلوريد الذي يوضع بطريقة مهنية لا يظهر كعامل خطر لتبرقش الأسنان بالفلورايد، حتى في الأطفال تحت عمر 6 سنوات. هذا بسبب نقص كمية الفلورايد التي يحتمل أن تُبلع خلال علاج الفلورايد بسبب الكميات القليلة المستخدمة والتصاق الورنيش على الأسنان.[14]
- علاجات ورنيش الفلورايد تبين أنها تنقص رقم البكتيريا المسوِّسة العقدية الطافرة بعشر أضعاف.[15]
- ورنيش الفلورايد له تركيز أعلى من الرغوة والمادة الهلامية الجل. لم يكن هناك اختلاف بالغ في كمية إعادة التمعدن بين المواد الهلامية (الجل)، الرغوات والورنيش.

إجراء دراسة باستخدام عينة ذات حجم كبير خلال إطار زمني طويل قد يعطي نتائجاً مختلفةً..
المساوئ
- بسبب لون والتصاق معظم ورنيشات الفلورايد، قد تسبب اختلافاً مؤقتاً في لون سطح الأسنان بالإضافة إلى بعض حشوات الأسنان. بحيث أن الورنيش يتلاشى مع الأكل والتنظيف بالفرشاة، واللون الأصفر يختفي.[17]
- الورنيش يكلف أكثر من المادة الهلامية (الجل) وتحتاج وصفة طبية على غرار المادة الهلامية (الجل) التي تؤخذ على دون وصفة طبية.

## المؤشرات والموانع
مؤشرات للإستخدام
- يستخدم كعنصر فلورايد موضعي عند المرضى ذوي الحالات المتوسطة والعالية الخطورة، خصوصاً الأطفال بعمر 5 سنين وأصغر.
- عنصر مزيل للحساسية لسطوح الجذر المكشوفة.[18]
- ورنيش مفلور للحفر السنيّة.
- عند الحاجة لتركيز عالي من الفلورايد لمرضى لديهم خطورة تسوس عالية.[18]
- عند كبار السن لمنع تزايد انتشار آفات جذور العاج، والتي من الممكن أن تحتاج تركيزاً أعلى من الفلورايد.[18][19]
- على آفات نخر الميناء، والتي من الممكن أيضاً أن تحتاج تركيزاً أعلى من الفلورايد لإعادة المعدنة.
- علاج الفلورايد لمرضى الذين قضوا فترة طويلة بالعلاج، أو في حالات أخرى عندما يعيق الوضع أو المعدات أو التحكم بالمريض استخدام طرق توصيل أخرى للفلورايد.
- منع التسوس في سطوح الجذور المكشوفة.[18]
- إعادة المعدنة الإصابات في عاج الجذر.[18]
- وضع الفلورايد حول شريط تقويم الأسنان وحمّالات تقويم الأسنان[5] (انظر للصورة على اليمين) تحت الصورة.
- علاج الفلورايد عند المرضى عندما يكون هناك قلق من أن غسول، جل، أو رغوة الفلورايد قد تم ابتلاعها.

موانع الاستخدام
- مناطق بثغور مفتوحة.
- المرضى الذين لديهم احتمال ضعيف للإصابة بالتسوس أو الخاليين تماماً من نخور الأسنان ويعيشون في منطقة حيث الماء مفلور.
- العلاج في مناطق قد يؤدي تغير اللون فيها إلى مشاكل جمالية.[5]

## سلامة ورنيش الفلورايد
سلامة ورنيش الفلورايد تؤدي إلي التساؤل عن سميّة الورنيش عند بلعه خلال العلاج. تم التوصل عن طريق عدد من الدراسات إلى أن هناك فرصة ضئيلة لحدوث تفاعلات سميّة شديدة. هناك ايضاً عدد قليل جداً من حالات الحساسية عند الأفراد بسبب استخدام الورنيش. في الوقت الحالي استخدام الفلورايد آمن إجمالاً وتم إرساله للموافقة عليه من قِبل مؤسسة الغذاء والدواء كعنصر لمنع التسوس.

## روابط خارجية
- The Canadian Dental Association
- The American Dental Association
- Canadian Dental Hygienists Association
- American Dental Hygienists' Association
- Centers for Disease Control and Prevention